# کوپریت
کوپریت  (به انگلیسی: Cuprite) با فرمول شیمیایی Cu2O از مجموعه کانی هاست و شکستگی ناصاف داردو کانیهای شبیه آن پروستیت - پیرارگیریت - سینابر است. از کلمة لاتین Cuprum به معنای مس گرفته شده‌است. قابل حل در اسیدها و آمونیاک Cu:۸۸٫۸۲٪ O:۱۱٫۱۸٪ برای اولین بار در نامیبی کشف شد و از نظر شکل بلور: اکتائدر - هگزائدر - دودکائدر، رنگ: قهوه‌ای مایل به قرمز - قرمز -خاکستری سربی تا سیاه، شفافیت: نیمه شفاف، شکستگی: ناصاف، جلا: فلزی، رخ: ناقص، سیستم تبلور: مکعبی و در رده‌بندی اکسید است و منشأ تشکیل آن ثانوی است.
همایند کانی‌شناسی (پارانژ) آن پروستیت - پیرارگیریت - سینابر- تنوریت- آزوریت- مالاکیت- کویور است
، از نظر ژیزمان بلوری - آگرگات دانه‌ای و الیافی تقریباً کمیاب است و بیشتر در فرانسه، بریتانیای کبیر، آلمان غربی و آمریکا یافت می‌شود.